# Pologne aux Jeux olympiques d'hiver de 1984
L'équipe olympique de Pologne  a participé  aux Jeux olympiques d'hiver de 1984 à Sarajevo en Yougoslavie. Elle prit part aux Jeux olympiques d'hiver pour la quatorzième fois de son histoire et son équipe formée de trente athlètes ne remporta pas de médaille.